# Ортотрихови
Ортотрихови (Orthotrichaceae) е единственото семейство листнати мъхове от разред Orthotrichales. Много видове от семейството са епифитни.

## Класификация
Семейство Ортотрихови включва следните родове:
- Cardotiella
- Ceuthotheca
- Codonoblepharon
- Desmotheca
- Florschuetziella
- Groutiella
- Leiomitrium
- Leptodontiopsis
- Leratia
- Macrocoma
- Macromitrium
- Matteria
- Nyholmiella
- Orthotrichum
- Pentastichella
- Pleurorthotrichum
- Schlotheimia
- Sehnemobryum
- Stoneobryum
- Ulota
- Zygodon